# Mark Neveldine
Mark Neveldine est un réalisateur, acteur, cadreur, scénariste, directeur de la photographie et producteur américain né le 11 mai 1973 à New York. Il est connu pour son association avec le réalisateur Brian Taylor.

## Filmographie

### Réalisateur
- 2006 : Hyper Tension (Crank) (avec Brian Taylor)
- 2009 : Hyper Tension 2 (Crank: High Voltage) (avec Brian Taylor)
- 2009 : Ultimate Game (Gamer) (avec Brian Taylor)
- 2012 : Ghost Rider 2 : L'Esprit de vengeance (Ghost Rider: Spirit of Vengeance) (avec Brian Taylor)
- 2014 : Les Dossiers secrets du Vatican (The Vatican Tapes)
- 2022 : Panama

### Acteur
- 2002 : The Keys
- 2002 : The Real Deal
- 2006 : Hyper Tension

### Cadreur
- 2002 : The Keys
- 2002 : The Real Deal
- 2006 : Hyper Tension

### Scénariste
- 2006 : Hyper Tension (Crank)

- 2008 : Pathology
- 2009 : Hyper Tension 2 (Crank: High Voltage)
- 2009 : Ultimate Game (Gamer)
- 2010 : Jonah Hex

### Directeur de la photographie
- 2002 : This beautiful life

### Producteur
- 2005 : The Great Pretenders
- 2008 : Pathology
- 2009 : Ultimate Game (Gamer)
- 2017 : The Duke (Urge)